# Madeleine Delbrêl
Madeleine Delbrêl (Mussidan, Dordoña, 24 de octubre de 1904-Ivry-sur-Seine, 13 de octubre de 1964) fue una mística cristiana francesa, asistente social, ensayista y poetisa. Desde el 26 de enero de 2018 es considerada venerable por la Iglesia católica.

## Elementos biográficos
Nació en el seno de una familia indiferente a la religión. A los 12 años de edad conoció algunos sacerdotes que la despertaron a la fe y, a los 15 años, a algunos intelectuales de valía que la alejaron de ésta. Se convirtió definitivamente a los 20 años.
Fue una asistente social muy activa y trabajó en la barriada obrera del extrarradio Ivry-sur-Seine, que tenía autoridades municipales comunistas. Se enfrentó entonces con el ateísmo marxista, sin dejar de anunciar el Evangelio, a contracorriente.
Sus escritos manifiestan dotes poéticas y, sobre todo, una profunda vida mística. Es considerada por muchos como una de las personalidades espirituales más importantes del siglo XX. Se ha introducido en Roma su causa de beatificación.
«Si vas al fin del mundo, encontrarás la huella de Dios; si vas al fondo de ti mismo, encontrarás a Dios».

## Obras
Por orden alfabético de títulos
- Alcide : guide simple pour simples chrétiens, Seuil, Coll. « Livre de vie » n°133, Paris 1980.
- Ampleur et dépendance du service social, Bloud et Gay, Paris, 1937.
- Communautés selon l'Évangile, Seuil, Paris, 1973.
- Éblouie par Dieu / correspondance 1 : 1910-1941, (Œuvres complètes vol. 1), Nouvelle cité, Coll. « Spiritualité », Montrouge 2004.
- La Femme et la maison, Les Éditions du Temps présent, Paris, 1941.
- Humour dans l'amour : Méditations et fantaisies (Œuvres complètes vol. 3), Nouvelle cité, Coll. « Spiritualité », Montrouge 2005.
- Indivisible amour : pensées détachées inédites (textes choisis et présentés par C. de Boismarmin),  Centurion, Paris,1991. - Bibliogr. p. 131-133.
- La Joie de croire, Seuil, Paris, 1968. (Recopilación de textos escritos entre 1935 y 1964 y extraídos en parte de varias revistas y publicaciones)
- Madeleine Delbrêl. La Route, impr. et libr. Alphonse Lemerre, Paris, 1927. Prix Sully Prudhomme 1926.
- Missionnaires sans bateau - les racines de la mission, Parole et silence, Saint-Maur, 2000.
- Le Moine et le nagneau, (Œuvres complètes vol. 4), Montrouge, Nouvelle cité, Coll. « Spiritualité » 2006 (21e éd.)
- Nous autres, gens des rues - textes missionnaires, Seuil, Coll. « Livre de vie » n°107, Paris, 1971.
- S'unir au Christ en plein monde, correspondance, 2 : 1942-1952 (Œuvres complètes vol. 2), Nouvelle cité, Coll. « Spiritualité », Montrouge, 2004.
- Veillée d'armes - aux travailleuses sociales, Bloud et Gay, Coll. « Réalités du travail social » n.° 1, Paris, 1942.
- Ville marxiste, terre de mission - provocation du marxisme à une vocation pour Dieu... A la 12.ª edición se le añadió la correspondencia entre M. Delbrêl y Venise Gosnat y dos textos inéditos, Cerf, Coll. « Foi vivante » n°129, Paris, 1970. Réédition : Desclée de Brouwer, 1995.